# Kali (cantante francés)
Jean-Marc Monnerville (Fort-de-France, 21 de febrero de 1956), más conocido bajo su seudónimo Kali, es un cantante francés de origen martiniqués.

## Biografía
Nacido en la isla de Martinica, Kali creció en un ambiente de creatividad y música; su madre fue escritora y profesora de escuela primaria, mientras que su padre se desempeñó como músico profesional. Su apodo lo adoptó luego de ver la serie infantil Calimero.

### Carrera
La carrera musical de Kali comienza luego de que su padre lo enviara a Francia en los años 70s a estudiar música. Durante su adolescencia, ganó bastante experiencia gracias a su participación en distintos grupos hasta que llegó a formar su propia agrupación a la edad de 19 años. Luego de su primera experiencia con una banda, Kali formó su segundo grupo en 1979, llamado 6ème Continent; además, él adoptó un estilo rasta, dejándose el cabello lleno de rastas. Luego de interpretar una mezcla de reagge y música tradicional de las Antillas francesas, Kali y su nuevo grupo pronto lograron popularidad en la escena musical francesa. Consecuentemente, 6ème Continent consiguió grabar varios sencillos que tuvieron bastante repercusión. Pero después de que la compañía discográfica CBS les sugiriera modernizar su sonido, Kali decidió poner fin a la banda.
Luego de la desintegración de su agrupación, Kali logró lanzar su primer álbum de estudio como solista, titulado Racines en 1989, seguido de una segunda parte del mismo al año siguiente, el que recibió el mismo nombre. Después de su debut como solista, él decide retornar a su país natal, Francia.
Festival de la Canción de Eurovisión 1992
En 1992, Kali fue elegido de forma interna por la cadena de televisión francesa Antenne 2 como el siguiente representantes de dicho país en el Festival de Eurovisión de ese año, celebrado en Malmö, Suecia. Su canción "Monté la riviè" ("Remontar el río") obtuvo 73 puntos y se posicionó en el 8° lugar.

## Discografía
- Racines (volumen 1) (1989)
- Racines (volumen 2)  (1990)
- Ile à vendre (1993)
- Lésé la tè tounen (1993)
- Débranché (1995)
- Racines Noël' (volumen 3) (1996)
- Kali au New Morning (1998)
- Francofaune (1999)
- Racines (volumen 4) (2000)
- Bèlè Boum Bap (2001)
- Live en Espagne (2004)
- Racines Caraibes (volumen 5) (2007)
- Le Trio (2010)